# Beti Hohler
Beti Hohler, slovenska pravnica, * 25. junij 1981.
Specializirana je za mednarodno kazensko materialno pravo. Je prva Slovenka, ki je bila izvoljena za sodnico Mednarodnega kazenskega sodišča (MKS) in najmlajša oseba na tem položaju v zgodovini MKS.

## Življenjepis
Že med dodiplomskim študijem na Pravni fakulteti v Ljubljani se je v sklopu študijske izmenjave na Univerzi v Utrecthu izpopolnjevala na področjih človekovih pravic in evropskega ter mednarodnega varnostnega prava. Po diplomi leta 2006 je opravila še magisterij v Amsterdamu, nato pa je postala pripravnica na Mednarodnem kazenskem sodišču v Haagu. Polletnemu pripravništvu je sledilo krajše obdobje v domovini, nakar se je pridružila Misiji Evropske unije za vladavino prava na Kosovu (EULEX) kot pravna svetovalka v mešanih senatih višjega in vrhovnega sodišča ter tam delovala tri leta.
Aprila 2015 je postala tožilka na MKS. Poleg tega je na MKS delovala kot članica prizivnega odbora. Na 22. zasedanju Skupščine držav pogodbenic Rimskega statuta konec leta 2023 jo je nato Slovenija nominirala kot kandidatko za sodnico. V osmem krogu glasovanja je prejela zahtevano dvotretjinsko podporo med delegati 123 pogodbenic in bila izvoljena v devetletni mandat kot prva Slovenka ter najmlajša oseba na tem položaju v zgodovini MKS.

### Zasebno
Prihaja iz Zreč.